# جورج هنري مارتن جونسون
جورج هنري مارتن جونسون هو مؤول ‏ كندي، ولد في 7 أكتوبر 1816 في نهر غراند في كندا، وتوفي بنفس المكان في 19 فبراير 1884.